# ジェームズ・ゴードン・ロウ・シニア

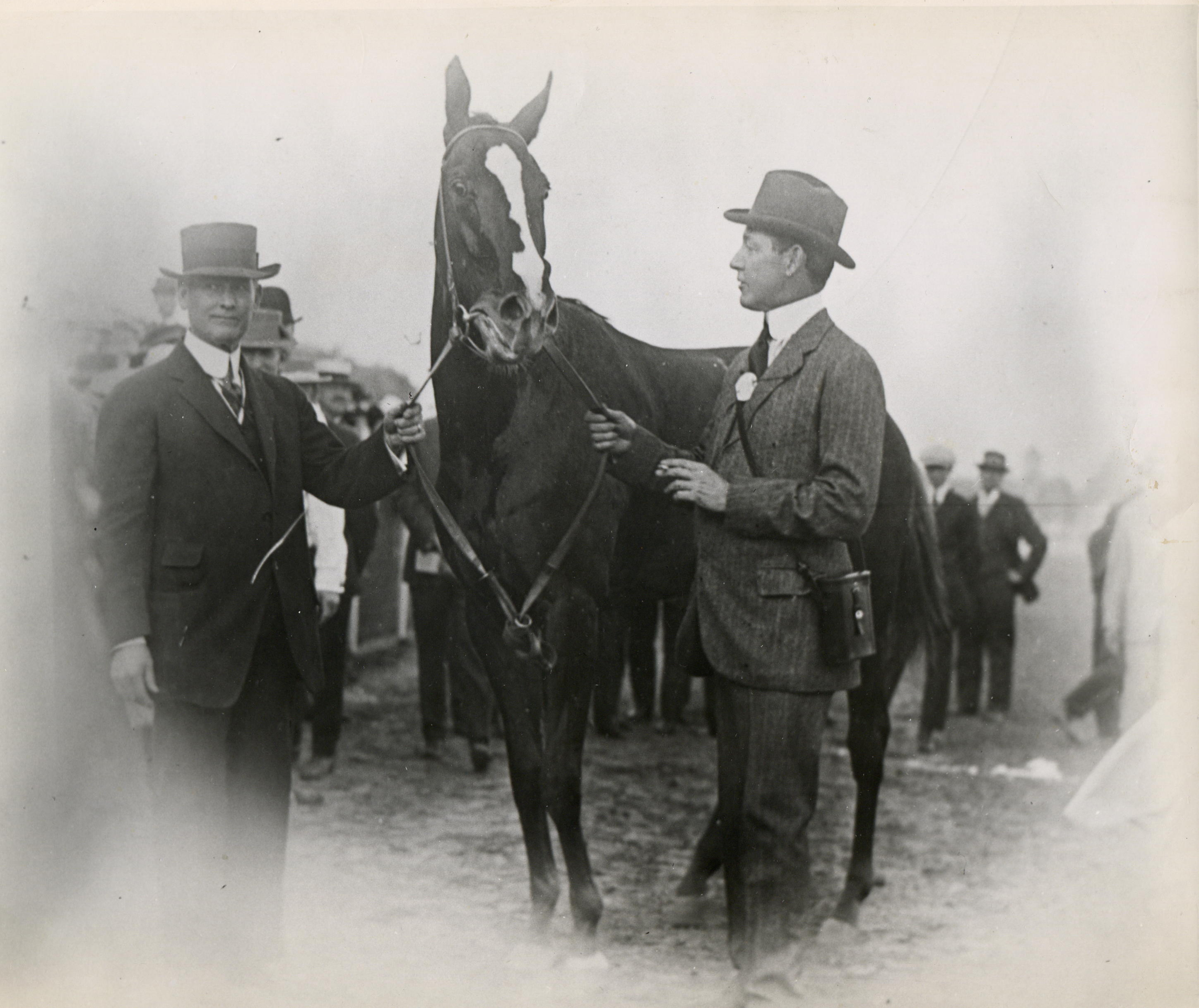
1915年リグレットのケンタッキーダービー優勝時の口取り式。左の人物がロウで、右はH・P・ホイットニー。

ジェームズ・ゴードン・ロウ・シニア（James Gordon Rowe Sr., 1857年 - 1929年）は、アメリカ合衆国の騎手、調教師。特に調教師としての業績が顕著で、生涯で8度のベルモントステークスを制した。1955年にアメリカ殿堂入りを果たしている。

## 経歴

### 騎手時代
バージニア州リッチモンドの出身である。10歳の頃、リッチモンドにあるホテルの新聞販売所で働いていたところをデビッド・マクダニエル大佐に見いだされ、同氏のもとで見習い騎手として働き始めた。
1871年、ロウが14歳の時、マクダニエルは3歳馬のハリーバセットという馬をあてがったところ、ジェロームハンデキャップやケナーステークス、ディキシーハンデキャップ、トラヴァーズステークスなどを含む無傷の9連勝という大成果を挙げた。このコンビは4歳時も続き、18ハロン戦で行われたサラトガカップにおいてロングフェローを破る戦果を挙げている。このほか、1872年にはジョーダニエルに騎乗してベルモントステークスとトラヴァーズステークスを制覇、さらに1873年もスプリングボクに騎乗してベルモントステークスを連覇した。この1871年から1873年にかけて、ロウは全米リーディングジョッキーの座を獲得している。

### 調教師時代
しかし、体重の増加から騎手としての道を断念、1878年に騎手を引退して調教師に転身、翌年よりドワイヤーブラザーズステーブルに雇われた。ドワイヤー兄弟のもとでの主な活躍馬にはヒンドゥーがおり、同馬はデビュー戦からケンタッキーダービーを含む18連勝を挙げた名馬であった。このほかには、1880年だけで24戦22勝の戦績を挙げたルークブラックバーン、3歳から5歳にかけて16連勝を記録したミスウッドフォードなどを手掛けていた。
ドワイヤー兄弟の後、ロウは1889年にオーガスト・ベルモント1世にも雇われて手腕を発揮したが、雇われて間もなくの1890年にベルモント1世が没したため厩舎は解散している。それからしばらく、ロウは各地の競馬場で発走委員を務めていた。
1899年、ロウはジェームズ・ロバート・キーンに雇われ、当時下がり調子だった彼の競馬資産の立て直しに取り掛かった。キーンのもとでの活躍馬として名の上がる馬にはコマンドやピーターパン、サイゾンビーなどがおり、なかでも15戦無敗を誇ったコリンがその最高傑作であった。ロウはコリンを高く評価しており、自身の墓碑には「彼はコリンを調教した」とだけ書いてほしいとも言っていた。
1908年よりニューヨーク州では馬券発売が禁じられ、このため外国へ移籍する競馬関係者も多かったが、ロウは依然としてアメリカに留まっていた。1913年にキーンが没すると、次はハリー・ペイン・ホイットニーに雇われた。ホイットニー時代の調教馬のなかでも有名なのがリグレットで、同馬は1915年にケンタッキーダービーを牝馬として初めて制覇した。
ロウは1929年8月2日にサラトガで没した。ロウの制したアメリカクラシック三冠競走は11勝にのぼり、特にベルモントステークスは1883年から1913年にかけて8勝を挙げている。のちの1955年にアメリカ競馬名誉の殿堂博物館で殿堂選考が開始されると、ロウはその初年度の殿堂入り調教師のひとりとしてくわえられている。

## 主な管理馬

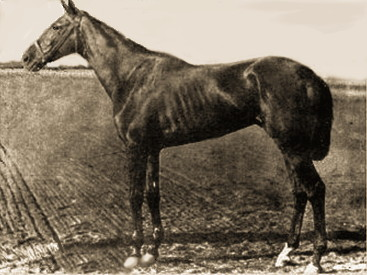
管理馬の1頭、ヒンドゥー。

- ルークブラックバーン Luke Blackburn - 1877年生、牡馬。1880年に24戦22勝。アメリカ殿堂馬。
- ヒンドゥー Hindoo - 1878年生、牡馬。ケンタッキーダービーなど。アメリカ殿堂馬。
- ミスウッドフォード Miss Woodford - 1880年生、牝馬。48戦37勝。アメリカ殿堂馬。
- コマンド Commando - 1898年生、牡馬。ベルモントステークスなど。1900年・1901年年度代表馬。アメリカ殿堂馬。
- サイゾンビー Sysonby - 1902年生、牡馬。メトロポリタンハンデキャップなど15戦14勝。アメリカ殿堂馬。
- バロット Ballot - 1904年生、牡馬。サバーバンハンデキャップなど。1908年・1910年最優秀古牡馬。
- ピーターパン Peter Pan - 1904年生、牡馬。ベルモントステークスなど。1907年最優秀3歳牡馬。アメリカ殿堂馬。
- コリン Colin - 1905年生、牡馬。ベルモントステークスなど15戦15勝。アメリカ殿堂馬。
- マスケット Maskette - 1906年生、牝馬。1908年最優秀2歳牝馬、1909年最優秀3歳牝馬。アメリカ殿堂馬。
- ウィスクブルーム Whisk Broom - 1907年生、牡馬。ニューヨークハンデキャップ三冠。アメリカ殿堂馬。
- リグレット Regret - 1912年生、牝馬。ケンタッキーダービーなど。アメリカ殿堂馬。